# Кам'янське водосховище

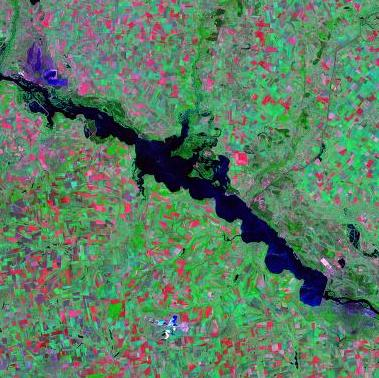
Знімок з космосу

Ка́м'янське водосхо́вище (до 8 листопада 2017 р. Дніпродзержи́нське водосхо́вище) — одне з п'яти великих водосховищ у каскаді на Дніпрі. Розташоване частково у Кіровоградській, Полтавській та Дніпропетровській областях. Утворене в 1963—1964 рр. в результаті спорудження Середньодніпровської ГЕС.

## Загальні дані
Площа Кам'янського водосховища 567 км², об'єм води бл. 2,45 км³. Довжина 114 км, ширина не більше 8 км, максимальна глибина — 16 м. Довжина берегової лінії 360 км. Праві береги водосховища високі (до 10—25 м), круті, подекуди урвисті, розчленовані ярами та балками; ліві — низькі (до 2—5 м), пологі, до них прилягають мілководні ділянки водосховища. Замерзає в листопаді — січні, скресає у березні. Товщина криги до 65 см. Водообмін у водосховищі відбувається 18—20 разів на рік.
Коливання рівня не перевищують 0,5—1 м. Максимальні рівні спостерігаються у період весняної повені.
Гребля розташована на захід від м. Кам'янське. На ній міститься Середньодніпровська ГЕС, побудована у 1964 році.
У Кам'янське водосховище впадають річки Ворскла, Псел та ще кілька менших річок. Найбільші міста біля водосховища — Кременчук, Кам'янське, Горішні Плавні та Верхньодніпровськ.

## Використання
Використання водосховища комплексне — для енергетики, водного транспорту, зрошування, водопостачання, рибництва і рекреації.

## Флора і фауна
У водосховищі поширені 177 видів водоростей та 39 видів вищих водяних рослин, що займають площу бл. 55 км². Багато планктонних і донних безхребетних (найпростіші, ракоподібні, молюски, комахи та інші). Водиться 30 видів риб (зокрема плітка, лящ, щука, судак, сом).

## Затоплені поселення
Під час створення водосховища було затоплено значну частину прилеглої території, при цьому мешканці були переселені на нові місця.
Серед затоплених населених пунктів на лівому березі: Переволочна, Олександрівка, Улянівка, Крамареве, Пархоми, Старий та Новий Орлик, Паньківка.

## Заходи безпеки
Постійний контроль за станом безпеки греблі водосховища та гідроелектростанції здійснюють Міністерство енергетики та вугільної промисловості України, Державне агентство водних ресурсів України, Державна служба України з надзвичайних ситуацій, Український гідрометеорологічний центр. Щорічно, та при нагальній потребі вони інформують Кабінет Міністрів України, Раду національної безпеки та оборони України, профільні комітети Верховної Ради України щодо стану основних споруд ГЕС та водосховища.